# Халабрин, Габриэль
Габриэль Халабрин (словац. Gabriel Halabrín; род. 21 апреля 2003, Скалица, Трнавский край) — словацкий футболист, полузащитник клуба «Ружомберок».

## Клубная карьера
Халабрин — воспитанник клуба «Сеница». 24 июля 2021 года в матче против  «Ружомберока» он дебютировал в чемпионата Словакии. 28 августа в поединке против «Липтовски-Микулаш» Тимотей забил свой первый гол за «Сеницу». Летом 2022 года Халабрин перешёл в «Ружомберок», пописав контракт на 4 года.

## Международная карьера
В 2022 году Халабрин в составе юношеской сборной Словакии принял участие в домашнем юношеском чемпионате Европы. На турнире он сыграл в матчах против команд Франции, Италии, Румынии и Австрии.